# Clytia islandica
Clytia islandica är en nässeldjursart som först beskrevs av Paul Torben Lassenius Kramp 1919.  Clytia islandica ingår i släktet Clytia och familjen Campanulariidae. Arten har ej påträffats i Sverige. Inga underarter finns listade i Catalogue of Life.